# III. Paszkál (ellenpápa)
III. Paszkál (1100 körül – 1168. szeptember 20.) uralkodói néven foglalta el hivatalát a katolikus egyház huszonnyolcadik ellenpápája. IV. Viktor után Paszkál volt a második, aki III. Sándor pápa ellenében lépett fel. A német-római császár és a pápa között kiújult hatalmi harcok Paszkál idejében sokat változtak, de cseppet sem enyhültek.
Eredetileg Guido néven született Lucca városában. Ez a város volt tanúja az előző ellenpápa halálának is. Amikor IV. Viktor meghalt, Sándornak, az Európa által elismert egyházfőnek alkalma nyílt volna elsimítani az egyházszakadást, azonban Rainald von Dassel, I. Frigyes császár hatalomvágyó kancellárja nem akart békét. Rómában minden legitimitást nélkülözve megválaszttatta a cremai bíborost, Guidot, és a pápai trónra emelte őt. Guido felvette a III. Paszkál nevet, és azonnal Frigyes császár kegyeibe ajánlotta magát.

Barbarossa helyzete azonban sokat romlott Viktor halála után. Az európai általános ellenkezés hatására, és Eberhard, salzburgi püspök közbenjárására a német klérus jelentős része pártolt el Frigyes és Rainald von Dassel kancellár mellől. Hűtlenségéért a császár megfosztotta hivatalától a mainzi érseket. Ráadásul 1165-re Itália is magához tért. A porig rombolt Milánó újjáépült, és bosszúért kiáltott. Ráadásul Róma császárpárti vezetése is elbukott, és a város vagyis a szenátus élére pápapárti nemesek kerültek.
Paszkál érezte, hogy a kényes politikai helyzetben hivatala Frigyes kedvétől függ, ezért igyekezett az uralkodó kedvében járni. A vörös szakállú óhajára 1165-ben szentté avatta Nagy Károlyt, amelyet majd a harmadik lateráni zsinat 1179-ben semmissé nyilvánított. Ezen felül Paszkál megerősítette Frigyes császári koronáját, sőt újrakoronázta az uralkodót. 

Frigyes nem kizárólag ezek miatt, de kiállt Paszkál mellett, és hadjáratot indított Itáliába, ezúttal egyenesen Róma ellen. A hosszas csatákban Paszkál személyesen is részt vett és Viterbo városánál sikerült meggátolnia, hogy Sándor Rómába jusson. A hosszú háború azonban igénybe vette az ellenpápa szervezetét, ezért röviddel az örök város ostroma után, 1168. szeptember 20-án meghalt.